# Acharia brunnus
Acharia brunnus is een vlinder uit de familie van de slakrupsvlinders (Limacodidae). De wetenschappelijke naam van de soort werd in 1777 gepubliceerd door Pieter Cramer.